# Xóchitl Araúz
Xóchitl Araúz Rodríguez (Estelí, Nicaragua, 12 de junio de 1989) es una deportista nicaragüense que compitió en judo,  Ganadora de una medalla de plata en el Campeonato Panamericano de Judo de 2002, en la categoría de –44 kg.

## Trayectoria
Se inició en el yudo, obligada por una enfermedad en el corazón. En 2002, a los 15 años de edad, obtuvo la distinción de Atleta del Año por la Asociación de Cronistas Deportivos de Nicaragua (ACDN), logró que le permitió ser la deportista abanderada en los Juegos Panamericanos de República Dominica en 2003, cumpliendo así su sueño:

La verdad es que no puedo describir lo que estoy sintiendo, porque es muy especial ser la portadora de la bandera en un evento de tanta importancia. Es un sueño cumplido, porque cuando comencé a crecer en el deporte soñé con este momento, siempre pensé en portar la bandera en unos Juegos de esta calidad.

## Palmarés internacional
| Campeonato Panamericano | Campeonato Panamericano         | Campeonato Panamericano | Campeonato Panamericano |
| Año                     | Lugar                           | Medalla                 | Categoría               |
| ----------------------- | ------------------------------- | ----------------------- | ----------------------- |
| 2002                    | Santo Domingo (Rep. Dominicana) | Medalla de plata        | –44 kg                  |

### Otros resultados
Fuente:
- Medalla de oro en el Campeonato Nacional Mayor
- Medalla de oro en el Torneo Internacional Marlon Zelaya
- Medalla de oro en Cuadrangular Internacional en El Salvador
- Medalla de oro en los Juegos Estudiantiles del CODICADER
- Medalla de plata en Campeonato Centroamericano Mayor